# Smilax ornata
Smilax ornata Lem. è una pianta monocotiledone della famiglia delle Smilacaceae.